# Josef Madlener
Josef Madlener (* 16. April 1881 in Amendingen; † 27. Dezember 1967 in Memmingen) war ein deutscher Maler, Illustrator und Silhouettenkünstler.

## Leben
Madlener war der Sohn eines Privatiers. Er absolvierte in Memmingen eine Lehre als Dekorationsmaler, besuchte die Kunstgewerbeschule und schrieb sich am 28. Oktober 1914 für die Zeichenschule von Carl Johann Becker-Gundahl an der Kunstakademie in München ein. Er war rund 10 Jahre lang als Mitarbeiter der Fliegenden Blätter tätig und zeichnete oder schnitt zumeist friesförmige Silhouetten von Jagd-, Tanz- und Genreszenen. Zu seinen Ölgemälden zählen Landschaften, die zumeist dem Memminger Ried entstammen und figürliche Darstellungen.
Seine Werke wurden in zahlreichen Zeitungen und Magazinen publiziert. Außerdem illustrierte er einige Kinderweihnachtsbücher wie Das Christkind kommt (1929) und Das Buch vom Christkind (1938). Seine Weihnachtsbilder erschienen auch in Postkartenserien. Weitere Madler-Buchtitel wie Ein verdortes Herzlein blüht oder Das Wunderstädtlein, alle in hohen Auflagen im Josef-Müller-Verlag in München erschienen, erläutern Madleners religionspädagogisches Engagement.
Eine besondere Bedeutung maß Madlener seinem Mitte der 1920er Jahre entstandenen Bildzyklus Gott, Erde und Ewigkeit zu, da dieser in verdichteter Weise seine christlich-mystische Philosophie und visionäre Weltsicht widerspiegelte. 1927 schrieb Madlener eine Anfrage an das Direktorium der Universal-Film A.G. UFA Berlin mit der Bitte diesen Bildzyklus zu verfilmen: „… das gehört der ganzen Welt, das ist aber nur durch den Film möglich.“ Er blieb damit allerdings zunächst erfolglos.

## Werke (Auswahl)
Silhouetten, Scherenschnitte
- Sonntagsausflug
- Sauhatz
- Hirschjagd
- Fahrendes Volk
- Sankt Hubertus
- Herbstarbeit
- Bauernkirchweih
- Fidele Gesellschaft

Gemälde
- In Bethlehems Stall
- Die heilige Familie auf der Flucht[5]
- Der Berggeist
- Im Stall geborgen

Illustrationen
- Das Christkind kommt. Ein Weihnachtsbuch für Kinder von 1 bis 80 Jahren. Text von Marga Müller, Verlag Josef Müller, München 1931.
- Das Josef-Madlener-Buch. Dichtungen und Vorwort von Margarete Seemann, Emil-Fink-Verlag, Stuttgart 1937.
- Das Buch vom Christkind. Mit Gedichten von Josef Steck. Verlag Josef Müller, München 1938.
- Die erste Weihnacht. Die Geschichte vom lieben Christkindlein. Text Josef Minichthaler, Verlag Josef Müller, München 1939.

Sein künstlerischer Nachlass wird in der MEWO Kunsthalle in Memmingen verwahrt.

## Rezeption
Ein berühmtes Bild Madleners ist Der Berggeist, das auf die Zeit zwischen 1925 und 1930 datiert wird. Dieses Bild war als Reproduktion im Besitz J. R. R. Tolkiens und gilt als Inspirationsquelle für seine Romanfigur Gandalf, einer Hauptfigur in den Romanen Der Herr der Ringe und Der Hobbit.
In einem Interview schätzte Madleners Tochter Julie (1910–1999) die Entstehung des Bildes „Der Berggeist“ auf 1925/26. Sie bemerkte auch, dass die Postkarte in den späten 1920er-Jahren vom Münchner Ackermann Verlag in einer Mappe mit drei oder vier ähnlichen Motiven aus der deutschen Mythologie verlegt wurde: eine Fee in den Wäldern, ein Hirsch mit leuchtendem Kreuz in seinem Geweih (Hubertus), Rübezahl und möglicherweise ein weiteres. Der Verbleib der Originale war über 60 Jahre unbekannt, bis diese im Juli 2005 in einer Auktion bei Sotheby’s auftauchten und für 84.000 Pfund Sterling verkauft wurden.